# Lennart Strandberg
Lennart Strandberg, född 26 mars 1915 i Malmö, död 23 december 1989, var en svensk friidrottare och journalist. Han var under över ett årtionde Sveriges bäste manlige sprinter, och hans svenska rekord på 100 meter stod sig i 37 års tid. Lennart Strandberg utsågs 1935 till Stor grabb nummer 83 i friidrott. Efter sin aktiva karriär sadlade han om till sportjournalist och arbetade bland annat med årsboken Aktuellt.

## Friidrottskarriär
Strandberg tävlade för MAI och vann mellan åren 1934 och 1947 11 SM-guld på 100 meter, mellan 1934 och 1945 vann han 12 raka SM-guld på 200 meter. I stafett vann han (som medlem i MAI:s lag) ett antal SM-guld på 4x100 meter och 4x400 meter. Totalt erövrade han 39 SM-guld, 6 SM-silver och 4 SM-brons (stafetter inkluderade).
Han tog bronsmedalj på 100 meter individuellt och silvermedalj med stafettlaget 4x100 meter vid EM i Paris 1938. 
Strandberg innehade svenska rekordet på 100 meter från 1936 med tiden 10,5 satt vid Olympiska sommarspelen 1936 och senare samma år i Malmö förbättrat till 10,3. Denna tid underskreds först 1973 av Christer Garpenborg med 10,2. Han hade svenska rekordet på 200 meter från 1935 då han i Paris nådde 21,8, en tid som senare 1942 förbättrades till 21,4. Den tiden underskreds 1954 av Jan Carlsson med 21,3. 

### SM-deltagande
- 1934 vann Lennart Strandberg sina första SM-guld, på 100 meter (11,0 s) och 200 meter (22,2 s). Han var även med i Malmö AI:s vinnande stafettlag på 4x100 meter.
- Vid SM 1937 vann Lennart Strandberg åter både 100 meter (10,8 s), 200 meter (22,0 s) samt i stafett 4x100 meter och 4x400 meter.
- Vid SM 1938 vann han 100 meter (10,7 s), 200 meter (21,6 s) och 4x100 meter stafett.
- Vid SM 1939 vann han 200 meter (21,6 s) och 4x400 meter stafett – han utgick på grund av skada från finalen på 100 meter.
- 1940 vann han i SM 100 meter (11,0 s) och 200 meter (22,2 s).
- Vid SM 1941 vann han åter 100 meter (10,7 s) och 200 meter (22,2 s).
- 1942 vann han vid SM både 100 meter (10,8 s), 200 meter (21,8 s) och stafett 4x100 meter. Den 6 september i Malmö förbättrade han sitt svenska rekord på 200 meter till 21,4. Han behöll rekordet till 1954 då Jan Carlsson först tangerade det och sedan slog det (21,3 s).
- Vid SM 1943 vann han 100 meter på 11,1 s och 200 meter på 22,3 s. MAI:s stafettlag vann han även 4x100 meter.
- 1944 vann han guld endast på 200 meter (22,1 s) och i stafett 4x100 meter.
- 1945 vann Strandberg SM på 100 meter (10,7 s) och 200 meter (21,7 s).
- 1947 vann han sitt sista individuella SM-tecken, på 100 meter med 10,9 s.
- 1952 var Lennart Strandberg en sista gång med i MAI:s vinnande lag i stafett 4x100 meter vid SM.

### EM-deltagande
År 1938 deltog Strandberg vid EM och tog då bronsmedaljen på 100 meter med 10,6 s. Han var även med i det svenska laget som tog silvermedaljen på 4x100 meter (de andra i laget var Gösta Klemming, Åke Stenqvist och Lennart Lindgren). 

### OS-deltagande
Strandberg deltog vid OS i Berlin 1936, där han nådde final på 100 meter, men fick där en muskelbristning i låret och blev sexa.

### Rekord
Den 16 juni 1935 slog Strandberg Nils Engdahls svenska rekord på 200 meter från 1920 (21,9 s) genom att i Paris springa på 21,8 s. SM detta år hölls i Stockholm och där vann han guldmedalj både på 100 meter (10,7 s), 200 meter (21,5 s - nytt svenskt rekord, den 24 augusti) samt (som lagmedlem i MAI) i stafett 4x100 meter och 4x400 meter. Den 15 september tangerade han svenska rekordet på 100 meter (Knut Lindbergs 10,6 s från 1906).
På vägen till final i OS i Berlin 1936 lyckades han den 3 augusti överta det svenska rekordet på 100 meter genom att springa på 10,5 s. Senare på säsongen slog han överlägset bronsmedaljören i OS, Martinus Osendarp, Nederländerna. Han förbättrade även den 26 september sitt eget svenska rekord på 100 meter till 10,3 s vid tävlingar i Malmö. Detta rekord tangerades 1972 av Thorsten Johansson och 1973 av Christer Garpenborg, innan den senare förbättrade det till 10,2 s 1973. 

#### Svenska  rekord
- 100 m: 10,6 s (Malmö 15 september 1935)[12] (tangering)
- 100 m: 10,5 s (Berlin Tyskland 3 augusti 1936)[12]
- 100 m: 10,3 s (Malmö 26 september 1936)[12]
- 200 m: 21,8 s (Paris Frankrike 16 juni 1935)[12]
- 200 m: 21,5 s (Stockholm 24 augusti 1935)[12]
- 200 m: 21,4 s (Malmö 6 september 1942)[12]

#### Personliga rekord
- 100 m: 10,3 s (Malmö 26 september 1936)[13]
- 200 m: 21,4 s (Malmö 6 september 1942)[14]
- 400 m: 49,7 s (Malmö 26 september 1943)[15]